# Кубок Першого каналу (футбол)
Кубок «Першого каналу» (рос. Кубок Первого канала, івр. טורניר הערוץ הראשון הרוסי) — комерційний футбольний турнір, що проводився з 2006 по 2008 рік російським Першим каналом та фондом Романа Абрамовича «Національна академія футболу». Турнір проводився в зимове «міжсезоння», його учасниками були клуби Росії, України, Ізраїлю та Сербії.
Призовий фонд турніру був 2 мільйони доларів США. Згідно з регламентом турніру, половину отриманих коштів клуби були зобов'язані направити на розвиток дитячо-юнацького футболу в своїх країнах.
Приз найкращого гравця турніру традиційно вручався за спільним рішенням оргкомітету та редакції журналу «PROспорт».
Аналогічну ідею та схему проведення використовував Об'єднаний турнір, заснований 2013 року.

## Історія
Перший розіграш турніру відбувся в Тель-Авіві з 5 по 9 лютого 2006 року. У турнірі взяли участь московські ЦСКА та «Спартак», київське «Динамо» і донецький «Шахтар», який став першим переможцем турніру, обігравши обидва московських клуби.
Для другого турніру, який проходив з 24 січня по 1 лютого 2007 року в Тель-Авіві та Хайфі, формат був значно змінений. До двох російських та українських команд були додані дві ізраїльські: чемпіон країни «Маккабі» з Хайфи та віце-чемпіон «Хапоель» (Тель-Авів). Команди були розбиті на дві групи, по одному представнику від кожної країни.
Третій турнір проходив з 23 по 31 січня 2008 року в Тель-Авіві та Єрусалимі. У ньому знову взяли участь московські ЦСКА, «Спартак», київське «Динамо», донецький «Шахтар», а також «Бейтар» (Єрусалим) та белградська «Црвена Звезда».
2009 року турнір був запланований до проведення та готувався, проте через різні причини скасований рішенням Російської «Національної академії футболу»

## Переможці Кубку Першого каналу
| Рік  | Переможець         | Фіналіст            | Найкращий гравець                    | Бомбардир                                    |
| ---- | ------------------ | ------------------- | ------------------------------------ | -------------------------------------------- |
| 2006 | Шахтар (Донецьк)   | фінал не проводився | Жо ( ЦСКА (Москва)                   | Брандау ( Шахтар (Донецьк), 3 голи)          |
| 2007 | ЦСКА Москва        | Спартак (Москва     | Роман Павлюченко ( Спартак (Москва)) | Роман Павлюченко ( Спартак (Москва), 4 голи) |
| 2008 | Динамо (Київ)      | Шахтар (Донецьк)    | Сергій Ребров ( Динамо (Київ)        | Фернандінью ( Шахтар (Донецьк), 4 голи)      |
| 2009 | розіграш скасовано | розіграш скасовано  | розіграш скасовано                   | розіграш скасовано                           |